# Madame Solario (roman)
Pour les articles homonymes, voir Madame Solario et Solario.
Madame Solario est un roman de l'écrivain américain Gladys Huntington, publié sans nom d'auteur en 1956 en Grande-Bretagne, et l'année suivante dans sa traduction française.

## Le roman

### Résumé
Sur le lac de Côme, en Italie, dans un hôtel 1900, des aristocrates cosmopolites ainsi qu'une société mondaine ou demi-mondaine s'adonnent aux joies électives de la villégiature et de l'entre-soi.
Un jeune couple, qui irradie la beauté et le mystère, va mettre à mal l'ordonnancement de cette bonne société : Natalia, la jeune et jolie veuve d'un richissime marchand ; et son frère, Eugene Harden, qui la rejoint à Côme après des années de séparation. Les deux personnages sont liés par un terrible secret : violée par son beau-père, Natalia a presque été vengée par son frère, qui a blessé au pistolet l'auteur du forfait. Le jeune homme a été contraint à un long exil.

### Composition
L'œuvre s'organise en trois parties et trente chapitres, chaque partie comportant 10 chapitres. 
Les première et troisième parties sont racontées du point de vue de Bernard Middelton, jeune Anglais qui vient de finir ses études et qui bénéficie de quelques vacances avant de rentrer en Grande-Bretagne prendre un poste dans la banque familiale. Il est sous le charme de madame Solario, de près de dix ans son aînée, et tombe secrètement amoureux d'elle. 
La deuxième partie traite des retrouvailles entre Nelly (Natalia pour la « société » de l'hôtel ; Ellen pour l'état-civil) et Eugene après douze ans de séparation. Eugene « débarque » littéralement à l'hôtel avec, dans un premier temps, l'intention de demander des comptes à sa sœur à propos de l'héritage familial. Ils échafaudent ensuite plusieurs plans de liaisons et/ou de mariages avec certains des clients de l'hôtel pour tenter d'assurer leur situation financière. Cette partie est traitée uniquement du point de vue du frère et de la sœur, Bernard Middelton étant à peine mentionné au cours de ces dix chapitres. 
L'attraction physique qu'Eugene éprouve pour sa sœur transparaît à plusieurs reprises dans cette partie et éclate littéralement dans les dernières lignes du chapitre 20.

## Réception critique
« La critique anglaise salue unanimement l'apparition de Madame Solario comme un événement littéraire d'une exceptionnelle importance. La Book Society, dont le choix se porte sur les meilleurs livres, l'a immédiatement conseillé aux lecteurs. »

— Marcel Brion, Le Monde du 25 décembre 1956

## Autour de l'œuvre
Le roman a été adapté au cinéma en 2012 par René Féret, sous le même titre.

## Éditions en français
- Librairie Stock, 1957, 416 pages
- Belles Lettres, collection « Domaine étranger », paru le 25 janvier 2013, 453 pages